# جيرالدين ديكر
جيرالدين ديكر (بالإنجليزية: Geraldine Decker)‏ هي مغنية ومغنية أوبرا أمريكية، ولدت في 11 مارس 1931، وتوفيت في 14 يونيو 2013.

## وصلات خارجية
- جيرالدين ديكر على موقع IMDb (الإنجليزية)